# Barone Mordo
Il Barone Mordo (Baron Mordo), il cui nome esteso è Karl Amadeus Mordo, è un personaggio dei fumetti Marvel Comics, apparso per la prima volta su Strange Tales n. 111 dell'agosto 1963 e creato da Stan Lee (testi) e Steve Ditko (disegni).

## Biografia
Il Barone Mordo era un talentuoso apprendista dell'Antico, con cui viveva in Tibet. Presto, però, emerse l'arroganza e la sete di potere di Mordo, che voleva prendere il posto dell'Antico come Stregone Supremo della Terra. Il suo piano di uccidere l'Antico venne però ostacolato dal medico Stephen Strange, che si trovava in Tibet per usufruire dei poteri taumaturgici dell'Antico.
In seguito Mordo diventa uno dei principali nemici del Dottor Strange, cercando numerosissime volte di ucciderlo per diventare il solo e unico signore delle arti mistiche, e diventa, alle volte, servitore del temibile signore della Dimensione Oscura, Dormammu.

### Cirle Sinister
Mordo fuggì presto dalla sua prigione e si alleò con un gruppo di mistici liberati dopo la sconfitta di Zom. Formarono un gruppo noto come il Circolo Sinistro. Il Dr. Strange rintracciò il Circolo fino al loro luogo di incontro dove combatté contro Mordo.  Tuttavia, Strange riuscì a convincere Mordo ad aiutare a raccogliere tutta l'essenza mistica malvagia, attraverso un rito di esorcismo. Per raccogliere tutti i frammenti insieme, devono essere contenuti in un ospite umano, un ruolo che Mordo ha accettato di assumere. Dopo che l'esorcismo è stato completato, e tutto il potere malvagio scatenato da Zom è stato raccolto nel corpo di Mordo, Mordo si è rivoltato contro Strange, colpendolo.  Sopraffacendo facilmente il Dr. Strange con il suo nuovo potere, il Barone Mordo bandì il Dottore in un altro regno.  Strange ritornò con il Bastone del Potere Polare e combatté contro Mordo, il bastone assorbì l'eccesso di poteri mistici di Mordo nel processo, poi lo bandì in un altro regno.

### Impersonare il Dottor Strange
Mordo assunse l'identità del Dr. Strange quando l'originale era impotente durante una battaglia al Sanctum. Ma Strange riacquistò i suoi poteri dall'Antico. Poi attaccò ancora una volta il suo impostore e lo sconfisse facilmente. Smascherandolo, Strange scopre che il suo impostore non è altri che il suo nemico mortale, il barone Mordo.

### Sise-Neg
Dopo aver inseguito il mago del 31° secolo Sise-Neg nel passato e essersi offerto di diventare suo discepolo, Mordo è impazzito dopo aver assistito a Sise-Neg che ricrea l'universo.

### Distruggere il mondo
Il Barone Mordo era stato al Sanctum da quando era impazzito. Sondando i suoi sogni, Strange scoprì che Mordo era terrorizzato da Nightmare. Tuttavia, prima che Strange potesse fermare Nightmare, Mordo perse conoscenza, recidendo il legame con il regno di Nightmare. Strange cercò l'aiuto dell'Anziano Genghis, ma scoprì che era completamente impazzito a causa delle macchinazioni di Nightmare. Quando Mordo si svegliò da un altro incubo, Mordo stesso si rivolse all'Anziano Gengis nella sua forma astrale.  Mordo riacquistò la sua mente e invase il mondo che l'Eternità aveva inviato a Strange, attaccandolo con la stessa follia da cui Mordo era stato infettato. Clea arriva per tentare di aiutare Strange; tuttavia, Mordo aveva inghiottito il mondo con la sua follia facendolo distruggere nel processo.  Mordo ha derubato gli archivi di San Gabriel in Vaticano. Strange apprese che Mordo era ora libero, e apprese anche che Lord Phyffe stava lavorando per Mordo che intendeva lanciare un incantesimo per aprire i Sette Cancelli del Caos, che alla fine avrebbe distrutto la Terra stessa.  Mordo offre a Phyffe una nuova casa nel nuovo universo che Mordo intende creare una volta che ci sarà riuscito. Phyffe rimase ucciso in un incidente d'auto, ma fu resuscitato da Mordo, che poi trasformò Phyffe in una nuova forma che battezzò Asreal, e lo mandò dietro a Strange.  Mordo quindi inviò l'Uomo-Cosa ad uccidere il Dottor Strange.  Radunò tredici persone in sacrificio al Demone del Caos. Tuttavia, Jennifer Kale e Man-Thing lavorarono insieme per sconfiggere Mordo.

### Ritorno
Mordo tornò e spiò il suo vecchio nemico. Lo ha aggredito nell'appartamento di Morgana Blessing. I poteri di Mordo erano stati potenziati a livelli quasi infiniti dal suo tempo lontano dalla Terra. Mordo apparentemente sconfigge il Dr. Strange. Poi rivolge le sue attenzioni a Morgana e sta per ucciderla quando viene attaccato dal gatto di Morgana. Questo gatto è in realtà posseduto dalla forma astrale del Dr. Strange, che usa il momento di distrazione per scatenare tutta la forza del suo potere, lanciando un potente incantesimo che apparentemente distrugge il Barone Mordo e riporta tutto alla normalità. Morgana si avvicinò al suo gatto il giorno dopo, ma in realtà era Mordo sotto mentite spoglie. Mordo era sopravvissuto alla battaglia, aveva ucciso il suo vero gatto e aveva preso il suo posto in modo da potersi intrufolare nel Santuario di Strange.  Mordo attaccò Clea e Wong, e l'attacco attirò l'attenzione del Dr. Strange che fu facilmente fermato da Mordo, che si teletrasportò via con Morgana e Clea come suoi prigionieri. Tornò in Inghilterra nel 1943. Lui e Mordo vengono fatti prigionieri dal Dormammu di quell'epoca.  Il visconte Heinrich Krowler usò suo nipote, Karl Mordo, come pedina per ottenere un grande potere mistico. Lanciando un incantesimo sul giovane ragazzo che avrebbe inviato tutta la sua conoscenza mistica nel passato per essere utilizzata da suo nonno, avrebbe usato la sua influenza mistica per aiutare a rafforzare l'offerta di Adolf Hitler al potere in modo da diventare secondo al leader nazista stesso. Quando il Mordo adulto viaggiava nel passato, aveva partecipato al piano di suo nonno che lo aveva sopraffatto e avrebbe usato la sua forza magica per aiutare Dormammu, che sperava di ottenere l'accesso alla Terra nel suo passato durante un periodo in cui il Dottor Strange non era in giro per fermarlo. Quando Krowler chiese a Dormammu di risparmiare suo nipote, Dormammu rifiutò e trasformò Mordo nella sua forma mistica più elementare. Usando il potere dell'incarnazione passata di Dormammu contro il suo sé presente, Strange lancia un incantesimo d'amore attraverso il suo corpo, collegandolo a tutti nella stanza, distruggendo l'incantesimo e apparentemente distruggendo Mordo e Dormammu, facendo impazzire Krowler nel processo.

### Legion Accursed
Mordo fu reclutato nella Legione Maledetta di Mefisto.

### Cancro
Il barone Mordo scoprì di avere il cancro e fece accordi con chiunque potesse per trovare una cura. Mordo attaccò Strange e gli rubò l'anima. Doc inverte l'incantesimo e intrappola Mordo e la rapita Sara Wolfe in una minuscola sfera dell'anima.  Mordo aveva promesso un'anima sia a Satannish che a Mephisto per una cura, così Strange dovette combattere contro entrambi.  Mordo convinse Sara a liberarlo dal seminterrato di Doc.  Quando fu liberato, mise fuori combattimento Strange e Clea.  Mordo, Doctor Strange, Clea e Umar combattono contro Dormammu. Umar inganna Dormammu per fargli governare parte della Dimensione Oscura (sopra i Senza Cervello) mentre lei e il Barone Mordo governano tutto il resto.  Dopo un po' di tempo, Clea depose Umar e il barone Mordo, solo per liberare Dormammu.
Il barone Mordo scoprì di avere il cancro.  Non è chiaro se Astrid Mordo sia nata prima o dopo gli studi magici di Mordo, ma a quanto pare lui l'ha istruita nella magia. Quando in seguito si ammalò, attaccò Doctor Strange.  I tentativi di guarire fallirono, e tornò in Tibet per chiedere perdono a tutti, incluso Strange. Fu perdonato e morì in pace.

### Spider-Man
Tuttavia, dopo che Spider-Man e Doctor Strange sono stati coinvolti in un'avventura di viaggio nel tempo, sembrava che esistesse un Mordo più giovane e malvagio.

### The Offenders
Il Barone Mordo è stato scelto ad un certo punto in passato dal Collezionista, tra gli altri, quando ha risolto una scommessa con il Gran Maestro.  Il Collezionista ha unito Red Hulk con Tiger Shark, Baron Mordo e Terrax contro Hulk, Namor, Doctor Strange e Silver Surfer. Desideroso di vendicarsi della sua controparte, Red Hulk accettò di prendere parte al combattimento, soprannominando la sua squadra "The Offenders".  Mordo affrontò Strange e Dormammu ma fu ucciso da Rulk insieme a tutti gli altri partecipanti. Sono stati tutti resuscitati e rispediti alle loro linee temporali senza ricordi.

### X-Factor
Più tardi, Mordo si stabilì in Sud America. Aiutò un esercito di seguaci a rapire il padre di Monet St. Croix, Cartier, per farla venire da lui e darle energia per curare il suo cancro.  Affrontato da M e dal suo compagno di squadra di X-Factor Guido Carosella e preso di mira dai bombardieri di M.R.D., accettò di teletrasportare gli eroi e Cartier nel nascondiglio di X-Factor, in cambio dell'energia di Monet una volta terminato il teletrasporto.  M lo ha ingannato facendogli credere di aver ucciso X-Factor ed era guarito, e lo ha lasciato andare, mezzo pazzo.

### Morte apparente e ritorno
Dopo che il suo cadavere fu visto da Kang in Brasile, dove era tenuta l'ascia magica di Thor, apparentemente ucciso da quell'arma, il Barone Mordo ritornò, potenziato da Dormammu, e con l'obiettivo di uccidere il Dottor Strange per conto del suo superiore.
Quando Manhattan fu circondata dalla Forza Oscura in seguito all'acquisizione degli Stati Uniti da parte dell'Hydra, il Barone Mordo fu nominato custode di Manhattan, stabilendosi nel Sanctum Sanctorum. Inoltre, fece fare in modo che il Dio Anziano Pluorrg facesse la guardia fuori dal Sanctum Sanctorum.

## Poteri e abilità
Come l'Antico e il Dottor Strange, il Barone Mordo è un mago estremamente potente e possiede incredibili abilità magiche che gli consentono di controllare la mente altrui, creare portali, manipolare l'energia, trasfigurare oggetti e persone, ecc.
Rispetto a Strange è più portato nel controllo della mente, abilità che userà più volte nella sua crociata contro il dottore.

## Altri media

### Cinema

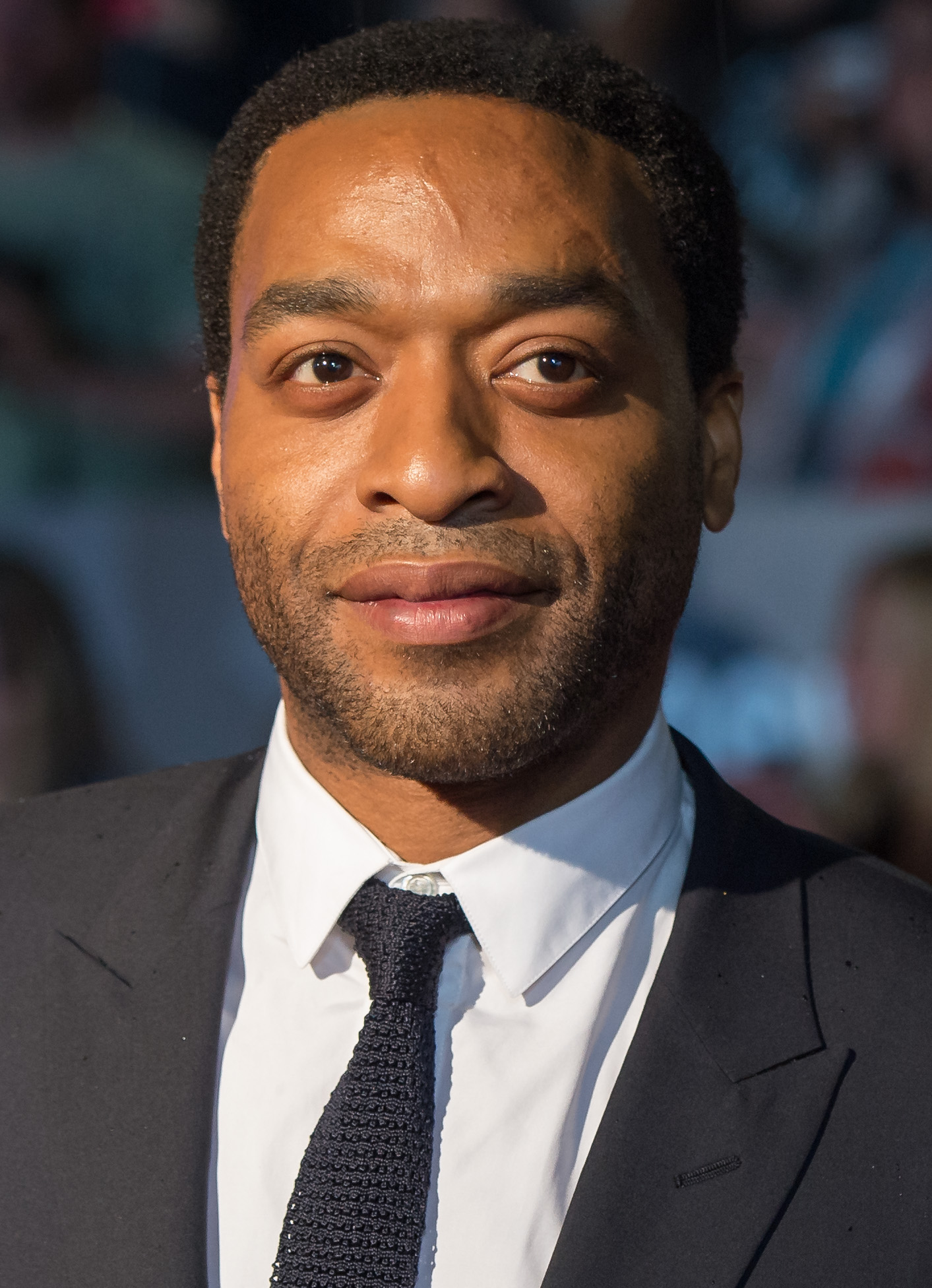
Chiwetel Ejiofor, interpreta Karl Mordo all'interno del Marvel Cinematic Universe

#### Marvel Cinematic Universe
Il personaggio appare all'interno del Marvel Cinematic Universe, interpretato dall'attore britannico Chiwetel Ejiofor e doppiato da Massimo Rossi.
- Karl Mordo appare per la prima volta nel film Doctor Strange (2016). In tale versione, è uno dei discepoli più fedeli all'Antico, fino a quando non scopre che quest'ultima sfrutta anche l'energia della Dimensione Oscura per la sua longevità. Dopo la sconfitta di Kaecilius e di Dormammu, Mordo lascia le Arti Mistiche, deluso poiché non dovrebbero modificare la realtà per nessun motivo. Nella scena finale dopo i titoli di coda, decide di diminuire il numero degli stregoni sulla Terra.
- Il Barone Mordo riappare nuovamente come antagonista secondario nel film Doctor Strange nel Multiverso della Follia (2022). In questa versione del personaggio è una variante nell'altro universo alternativo, catalogato come la Terra-838, ed uno dei membri e componenti degli Illuminati, una squadra segreta dei supereroi più potenti di questo universo, guidati dal professor Charles Xavier. Nella scena successiva è l'unico Illuminato che riesce a sopravvivere e a fuggire per miracolo durante un duro e micidiale scontro con la Wanda Maximoff (Scarlet Witch) dell'universo principale dell'MCU, mentre il resto dei suoi compagni vengono brutalmente uccisi dalla strega.

#### Animazione
- Il Barone Mordo appare antagonista secondario nel film d'animazione Dottor Strange - Il mago supremo (2007), doppiato in lingua originale da Kevin Michael Richardson e in lingua italiana da Roberto Draghetti.

### Televisione
Il Barone Mordo compare in:
- Spider-Man - L'Uomo Ragno
- Super Hero Squad Show
- Ultimate Spider-Man
- Avengers Assemble
- Spider-Man

### Videogiochi
- Il Barone Mordo compare come uno dei luogotenenti del Dottor Destino in Marvel: La Grande Alleanza.
- Il Barone Mordo compare come personaggio giocabile in Marvel: Avengers Alliance.
- Il Barone Mordo compare in Marvel Heroes.
- Il Barone Mordo compare come personaggio giocabile in Marvel Puzzle Quest.
- Il Barone Mordo compare in Marvel Disk Wars: The Avengers - Ultimate Heroes.
- Il Barone Mordo compare come personaggio giocabile in Marvel: Sfida dei campioni.
- Il Barone Mordo compare come personaggio giocabile Marvel Future Fight.
- Il Barone Mordo compare in Marvel Avengers Academy.
- Il Barone Mordo compare in LEGO Marvel's Avengers.
- Il Barone Mordo compare come personaggio giocabile in LEGO Marvel Super Heroes 2.
- Il Barone Mordo compare in Marvel Strike Force.
- Il Barone Mordo compare in Marvel Duel.
- Il Barone Mordo compare in Marvel Future Revolution.